# Pacto entre castellanos
Pacto Entre Castellanos (conocido también como Pacto E.C.) fue un grupo de hip hop en español de Leganés (Madrid), formado por Castellano, Nigro y Juez (MCs).

## Biografía
El grupo se fundó en 1995 con la peculiaridad de contar con un guitarrista, Dava, dentro de la formación, algo poco común en el rap. Grabaron dos maquetas, la primera titulada "Promo" en 1996 y al año siguiente "Impacto". Durante sus primeros años compartieron escenario en varios conciertos en Madrid con grupos como CPV o Trovadores de la lírica perdida, entre otros.
Tuvieron la ocasión de llegar a más gente gracias a la colaboración de Nigromante en el disco "Comunicología vol. 1" de Dave Bee. Gracias a ello, el grupo se embarcó en una gira de conciertos por España, lo que permitió que el grupo se diese a conocer. Posteriormente, en 1998 se embarcaron en una gira conjunta con Jazz Two por España.
El grupo fichó por Avoid, gracias a la colaboración de Pacto E.C. en el maxi "Pura coincidencia" de Jazz Two. En esta compañía permaneció el grupo hasta su disolución. La primera referencia del grupo con este sello tuvo un nombre bastante polémico "España es una puta", se trataba de un EP que contaba con producciones del propio grupo y de Dave Bee. Incluía cuatro temas y sus respectivas versiones instrumentales y a capela.
Su primer y único LP se publicó en 1999 titulado "Memorandum", tenía un mensaje político bastante fuerte, y bastante reivindicativo. Contaba con colaboraciones de Dobleache, Lobo Loko, Nadia, Karras y X-tra swing. Durante el año 2000 presentaron el disco en directo en diferentes festivales como Viñarock, Festizam o Madrifestival.
En 2001 el grupo se disuelve, y sus integrantes deciden afrontar sus caminos en solitario.

## Discografía
- España es una puta (EP) (Avoid, 1999)
- Memorandum (LP) (Avoid, 2000)